# Lego Ninjago: Das Videospiel
Lego Ninjago: Das Videospiel (engl. Originaltitel: Lego Battles: Ninjago) ist ein Echtzeit-Strategiespiel von Hellbent Games. Es wurde in Europa am 15. April 2011 für Nintendo DS veröffentlicht. Für die Vermarktung des Spiels ist Warner Bros. Interactive Entertainment zuständig.

## Spielprinzip
Der Spieler kontrolliert sechs Baumeister und sieben Helden. Jeder Held hat drei Versionen, von denen zwei erforscht werden müssen. In diesen Modi können zwei besondere Fähigkeiten z. B. Zauber genutzt werden. Teams können außerdem fünf verschiedene Gebäude bauen. Das wäre der Bergfried, das Hauptquartier des Teams. Dann gibt es noch den Ziegelbank, wo Bauarbeiter Ziegel abgeben können; die Mine, die automatisch Ziegel produziert; die Kaserne, die Helden hervorbringt und der Turm, der Projektile abfeuert.  Darüber hinaus können Türme auf Basis von Elementen aufgewertet werden.

## Rezeption
Lego Ninjago: Das Videospiel erhielt durchschnittliche Kritiken. Der aggregierte Wertungsschnitt laut Metacritic beträgt 59 von 100 Punkten. Jason Kramer von „GamesRadar+“ sagte: „Die Echtzeit-Strategiekomponente ist großartig für Anfänger, kann aber für erfahrene Spieler und alle, die rasante Action der strategischen Planung vorziehen, langweilig wirken.“